# Koszmosz–97
A Koszmosz–97 (DS-U2-V) (oroszul: Космос 97) a szovjet Koszmosz műhold-sorozat tagja. Technológiai műhold.

## Küldetés
Feladata mézer kipróbálása első alkalommal a világűr körülményei között. Az emberes űrkutatási program végrehajtását segítette.

## Jellemzői
Az OKB–1 tervezőirodában kifejlesztett, ellenőrzése alatt gyártott műhold.
1965. november 27-én a Kapusztyin Jar rakétakísérleti lőtérről a Majak–2 indítóállásából egy Koszmosz–2I (63SZ1) típusú hordozórakétával juttatták Föld körüli, közeli pályára. Az orbitális egység pályája 107,6 perces, 48,4 fokos hajlásszögű, az elliptikus pálya perigeuma 1217 kilométer, apogeuma 2020 kilométer volt. Hasznos tömege 305 kilogramm. A sorozat felépítését, szerkezetét, alapvető fedélzeti rendszereit tekintve egységesített, szabványosított tudományos-kutató űreszköz. Áramforrása kémiai akkumulátorok és napelemek kombinációja.
Felépítését tekintve két félgömbbel lezárt hengeres test. A hengeres test köré építették a napelemtáblákat. A felső félgömbben helyezték el a tudományos készülékeket, külső felületén az érzékelőket. Ide került a rezgésálló, hosszú élettartamú, kis fogyasztású ammónia-mézer. A hengeres részben a szolgálati egységeket (programvezérlő, adatrögzítő, telemetria). A hátsó félgömbben az energiaellátást biztosító kémiai akkumulátorok kaptak helyet. Az egyenletes belső hőmérsékletet cirkuláló nitrogéngáz biztosította. A hőegyensúlyt sugárzáselnyelő anyaggal, illetve zsalus radiátorral biztosították. Nagy frekvenciastabilitásával és kis sugárzási szögével alkalmas volt a nagy távolságú rádió-összeköttetések minőségének és a pályaelem-meghatározások pontosságának növelésére. A kísérlettel egy időben, ellenőrzésképpen a földi állomáson három azonos mézert üzemeltettek. A mérések összehasonlításával megállapították, hogy a készülék kifogástalanul, nagy stabilitással működött a sugárzási övezeteken kívül és belül, napfényben és földárnyékban egyaránt.
1967. április 2-án földi parancsra belépett a légkörbe és megsemmisült.